# Мышца, противопоставляющая мизинец стопы
Мышца, противопоставляющая мизинец стопы (лат. Musculus opponens digiti minimi) — мышца подошвенной части стопы.
Лежит кнутри от короткого сгибателя мизинца стопы (лат. M. flexor digiti minimi brevis) и несколько прикрыта ею по наружному краю. Начинается от длинной подошвенной связки и прикрепляется к дистальному концу V плюсневой кости.

## Функция
Мышцы латеральной группы подошвы в смысле воздействия каждой из них на мизинец незначительна. Главная роль их заключается в укреплении латерального края свода стопы.